# Vertagopus pseudocinereus
Vertagopus pseudocinereus är en urinsektsart som beskrevs av Fjellberg 1975. Vertagopus pseudocinereus ingår i släktet Vertagopus, och familjen Isotomidae. Arten är reproducerande i Sverige.